# 恭淑皇后
恭淑皇后（1165年—1200年）韓氏，相州（今河南安陽）人，南宋宋寧宗皇后，為北宋名臣韓琦的六世孫，曾祖父是宋高宗时签书枢密院事韩肖胄，寧宗時期權臣韓侂胄的侄曾孫女。父韩同卿升揚州觀察使，母莊氏封安國夫人，兄韩竢封承宣使。後與姐姐一同入宮，淳熙十二年（1185年）八月嫁給趙擴，封新安郡夫人，晉崇國夫人。能順應上意，受到高宗和孝宗的喜愛。趙擴即位為寧宗後立為皇后，韓皇后生两子，都夭折。
慶元六年（1200年）病逝，年三十六岁，諡曰恭淑，葬永茂陵。韓皇后的哥哥韓竢及侄子韓照為其服議。韓皇后薨逝之后，韓侂胄勢乃衰，始謀北伐以固位。

## 延伸阅读
[在维基数据编辑]
 《宋史·卷243》，出自脱脱《宋史》

## 子女
1. 兖冲惠王趙埈
2. 邠冲温王趙坦

## 影視作品
| 飾演恭淑皇后的演員 | 影視作品             |
| 苑瓊丹             | 《造王者》（2012年） |